# Telmex
Telmex è la compagnia telefonica di bandiera del Messico. Recentemente ha cominciato a fornire ai propri clienti anche servizi di ADSL e di Internet. L'amministratore e persona chiave della Telmex è Carlos Slim Helú (un messicano di origini libanesi), indicato nell'anno 2010 come persona più ricca del mondo dalla rivista Forbes.

## Storia
Telmex è stata fondata nel 1947 quando un gruppo di investitori messicani acquistarono il ramo messicano della svedese Ericsson. Nel 1950 gli stessi investitori hanno acquistato il ramo messicano della ITT Corporation, diventando così gli unici fornitori telefonici del paese. Nel 1972 il governo messicano ha comprato la società, trasformandola in un monopolio di stato. Nel 1990, Telmex è stata acquistata da un altro gruppo di investitori formato da Carlos Slim, France Télécom, & Southwestern Bell Corporation. Tuttavia, polemicamente, il pagamento stesso avrà luogo nel corso dei prossimi anni, con i proventi derivati dal servizio telefonico. Dopo la privatizzazione, Telmex ha iniziato ad investire in nuove infrastrutture moderne, come la creazione di una rete nazionale in fibra ottica, offrendo così servizi alla maggior parte del paese.